# José de Saavedra y Serantes
José María de Saavedra y Serantes (Puentedeume, 26 de diciembre de 1797 - Barcelona, 9 de enero de 1867) fue un noble y mariscal de campo español, destacado por sus acciones en la guerra de África.

## Biografía

### Familia
Nació en Puentedeume el 26 de diciembre de 1797, en el seno de una familia perteneciente a la nobleza, descendientes de los condes de Castellar. Fue hijo de José de Saavedra y de Parga, alcalde ordinario y regidor decano de Puentedeume; y de María Dolores Serantes y Barandica.
Contrajo matrimonio en primeras nupcias con María Antonia Macabeo y Laborda, nacida en Segovia el 7 de septiembre de 1799, con quien no tuvo descendencia; y en segundas nupcias con María Antonia Salas y Montaño, nacida en Barcarrota el 12 de octubre de 1809. De este segundo matrimonio tuvo tres hijos: Román, José y María de los Dolores. Asimismo, tuvo un hijo con Dolores Gómez Grapadeli llamado Ildefonso Raimundo.
Su nieto fue el literato Román de Saavedra y de Almenara.

### Carrera militar[3]
Desde el 19 de agosto de 1810 hasta el 26 de julio de 1811 hizo el servicio de cadete en el Regimiento de Betanzos.
En 1812 ascendió a subteniente de Artillería. Después estuvo destinado en Segovia hasta 1826, donde sirvió de teniente, capitán y primer comandante hasta marzo de 1843.
Recibió la cruz de la Real y Militar Orden de San Hermenegildo por Real Cédula de 29 de abril de 1833 y la placa por Real Cédula de 26 de junio de 1844.
A partir de marzo de 1847 sirvió como teniente coronel comandante de la plaza de Zamora y después de Ferrol hasta 1854. Siendo ascendido a coronel, fue hasta 1957 director de la Maestranza del 4.º. Departamento, encontrándose en los acontecimientos y sucesos de La Coruña los días 18 y 19 de julio de 1856, en los cuales fue perseguido y capturado en el tránsito de su casa al establecimiento con peligro de ser asesinado por un disparo de fusil por la espalda a bocajarro.
Por Real Orden de 27 de agosto de 1856 se le concedió libre de gastos la encomienda de la Real y Muy Distinguida Orden de Carlos III en recompensa a sus méritos en los sucesos de La Coruña de julio del mismo año.
A partir de 1859 sirvió en el 4.º Regimiento a pie. Por Real Orden de 22 de octubre del mismo año fue nombrado comandante de Artillería del primer cuerpo del Ejército de África, embarcándose con destino a dicha plaza el 18 de noviembre. En 1860 fue nombrado comandante general de Artillería.
En las acciones y batallas de la guerra de África en las que participó se obtuvo el mayor éxito, siendo por ello recomendado con la cruz de la Real y Militar Orden de San Fernando. Además, por su comportamiento heroico en la batalla de Wad-Ras le fue concedida la encomienda de la Real Orden de Isabel la Católica y el empleo de Brigadier de Infantería.
Continuó desempeñando la comandancia general de Artillería hasta el 1 de mayo de 1860. El 7 de mayo de ese año embarcó en Ceuta con destino a La Coruña. El 31 de mayo fue destinado como comandante general de Artillería de las Islas Baleares, donde permaneció hasta el 18 de diciembre, que fue nombrado comandante general de Artillería en Ferrol.
En 1862 se le nombró comandante general de Artillería del Distrito de Castilla la Vieja.
Por Real Orden de 29 de noviembre del mismo año fue promovido al empleo de brigadier de Artillería, siendo destinado al Distrito de Aragón.
Por Real Orden de 6 de enero de 1864 fue promovido al empleo de mariscal de campo de Artillería y destinado como comandante general en el Distrito de Andalucía. Por Real Orden de 24 de junio del mismo año se le concedió la gran cruz de la Real y Militar Orden de San Hermenegildo.
El 7 de marzo del mismo año, fue destinado con el mismo cargo a Cataluña, donde falleció el 9 de enero de 1867 en Barcelona.